# Harald Öman
Johan Harald Torbjörn Öman, född 30 april 1906 i Örnsköldsvik, död 21 mars 1946 i Örnsköldsvik, var en svensk målare och tecknare.
Han var son till grosshandlaren Axel Otto Öman och Elisabeth Sulamit Dahlberg och gift med sjuksköterskan Marta Katarina Andersson. Öman studerade kortare perioder på Wilhelmsons och Skölds målarskolor i Stockholm och var bortsett från studieperioderna huvudsakligen verksam i  Örnsköldsvik. När han var i 5-årsåldern drabbades han av en sjukdom som medförde att han blev invalidiserad och var långa perioder bunden till sitt rum. Detta resulterade i att mycket av hans konst består av fönsterutsikter. Han medverkade i en samlingsutställning i Örnsköldsvik 1934, Svensk-franska konstgalleriet i Stockholm 1941, Sveriges allmänna konstförenings salonger i Stockholm 1941–1943 och 1945, Norrland i konsten som visades i Skellefteå 1945 samt i utställningen av norrländsk konst på Liljevalchs konsthall 1946.  Öman var representerad i Ångermanlands läns konstförbunds vandringsutställningar 1937–1939 och utställningen Norrlänningar på Göteborgs konsthall 1946. Det arrangerades en minnesutställning med hans konst i Örnsköldsvik 1947 som även visades på De ungas salong i Stockholm 1948. Förutom fönsterutsikter består hans konst av stilleben, porträtt och landskapsskildringar i skymningsljus eller gryningsdager. 